# Bergwiesen und -weiden im Vorderen Bayerischen Wald
Bergwiesen und -weiden im Vorderen Bayerischen Wald este o arie protejată (arie specială de conservare — SAC, sit de importanță comunitară — SCI) din Germania întinsă pe o suprafață de 17,04 ha, integral pe uscat.

## Localizare
Centrul sitului Bergwiesen und -weiden im Vorderen Bayerischen Wald este situat la coordonatele 48°54′31″N 12°56′38″E / 48.9086°N 12.9439°E.

## Înființare
Situl Bergwiesen und -weiden im Vorderen Bayerischen Wald a fost declarat sit de importanță comunitară în martie 2001 pentru a proteja 4 specii de animale. Situl a fost protejat și ca arie specială de conservare în aprilie 2016.

## Biodiversitate
Situată în ecoregiunea continentală, aria protejată conține 4 habitate naturale: Formațiuni ierboase bogate în specii de Nardus, dezvoltate pe substraturi silicioase în zone montane (și în zone submontane, în Europa continentală), Fânețe montane, Păduri de fag Luzulo-Fagetum, Păduri aluvionare cu Alnus glutinosa și Fraxinus excelsior (Alno-Padion, Alnion incanae, Salicion albae).
La baza desemnării sitului se află mai multe specii protejate:
- păsări (3): barză neagră (Ciconia nigra), ciocănitoare neagră (Dryocopus martius),  cocoș de munte (Tetrao urogallus)
- amfibieni (1): izvoraș-cu-burta-galbenă (Bombina variegata)